# Cena Josefa Hlávky
Cena Josefa Hlávky je cena určena „pro talentované studenty v bakalářském, magisterském a doktorském studiu, kteří prokázali výjimečné schopnosti a tvůrčí myšlení ve svém oboru.“ Cena je omezena věkem 33 let. Uděluje ji Hlávkova nadace (Nadání Josefa, Marie a Zdeňky Hlávkových). Kandidáty navrhují rektoři pražských vysokých škol. Cena je udílena ve výši 30 000 Kč a její předání laureátům probíhá každoročně při slavnosti na Hlávkově zámku v Lužanech u Přeštic.